# Farmington, Novi Meksiko
Farmington je grad u okrugu San Juanu u američkoj saveznoj državi Novom Meksiku. Prema popisu stanovništva SAD 2010. u gradu je bilo 45 877 stanovnika. Farmington i okrug San Juan čine jednu od četiriju metropolitanska statistička područja u Novom Meksiku. Američki ured za popis stanovništva procjenio je da je Farmington 2011. imao 45 256 stanovnika.
Nalazi se na sutoci rijeka San Juan, Animas i La Plate, na ravnjaku Coloradu. Najveći je grad okruga San Juana, koji je s 14 340 km2 jedan od najvećih okruga u SAD. Sjedište okruga i drugi grad u okrugu San Juan je Aztec. Farmington služi kao komercijalno čvorište većem dijelu sjeverozapadnog Novog Meksika i regiji Četiri kuta. Farmington se nalazi blizu čvorišta triju važnih autocesta: 550, 64 i New Mexico Highway 371.
Nalazi se na Stazi predaka, jednoj od označenih slikovitih sporednih cesta u Novom Meksiku.

## Poznati građani
- Larry Echo Hawk (r. 1948), čelnik Ureda za Indijanske poslove
- Alana Nichols (r. 1983), zlatni paraolimpijac u alpskom skijanju i košarci u kolicima
- Onry Ozzborn (r. 1976), reper Grayskul
- Willard Hughes Rollings (1948. – 2008.), povjesničar koji je proučavao Indijance i Maore
- Sleep (r. 1976.), reper The Chicharones
- Mike Dunn (r. 1985), bejzbolaš Miami Marlinsa
- Kenneth L. Worley (1948. – 1968.), odlikovani američki marinac, nositelj Medalje časti
- Charly Martin (r. 1984), igrač američkog nogometa NFL
- Duane Ward (r. 1964), bejzbolaš, MLB

## Vanjske poveznice
- Službene internetske stranice grada Farmingtona
- Farmingtonska trgovinska komora
- Farmington Convention & Visitors Bureau
- Farmington Daily Times
- Four Corners Storytelling Festival
- Gasbuggy Nuclear Test Site